# Iglesia del Espíritu Santo (Madrid)
La iglesia del Espíritu Santo es una iglesia ubicada en la calle Serrano de Madrid (España) dirigida por sacerdotes del Opus Dei y construida entre 1942 y 1943 por el arquitecto español Miguel Fisac. 

## Historia
La iglesia surgió de la adaptación del  Auditorio de la Residencia de Estudiantes en capilla. Este auditorio fue construido por los arquitectos Carlos Arniches Moltó y Martín Domínguez entre 1931 y 1933. Estos dos arquitectos influidos por las ideas de la Institución Libre de Enseñanza trabajaron juntos hasta la guerra. El auditorio estaba formado por un salón de actos, sala de conferencias, biblioteca, salas de lectura y aulas especiales, ordenado el conjunto en torno a un patio-claustro con una fuente en el centro Era una construcción muy sencilla basada en las ideas racionalistas, de superficies y volúmenes limpios, edificada en ladrillo visto. Bajo este punto de vista práctico, funcional, libre de elementos decorativos superfluos, el Auditórium fue inaugurado en abril de 1933 y llegó a tener una rica vida cultural.
Después de la guerra, desaparecida la Junta de Ampliación de Estudios y la Residencia de Estudiantes como instituciones, y creado el nuevo Centro Superior de Investigaciones Científicas, el auditorio perdió su función cultural y fue destinado a ser convertido en una iglesia, la Capilla del Espíritu Santo.
Fisac visitó el edificio y cuenta que no le pareció que tuviera un gran valor arquitectónico. Sin embargo, junto a él había un claustro que junto a su sencillez le pareció precioso, realizado con gran sabiduría por el arquitecto Arniches. El claustro se abría por un patio descubierto a la calle de Serrano; a su alrededor se ubicaba la antigua biblioteca. Sobre ella se levantó una nueva planta y los espacios interiores fueron objeto de una nueva distribución. Tal como estaba previsto el salón de actos desapareció, convertido en iglesia. Las obras terminaron en octubre de 1946. Hoy día, el claustro pertenece al instituto colindante a la Capilla del Espíritu Santo, el actual Centro de Física Miguel Antonio Catalán.

## Arquitectura

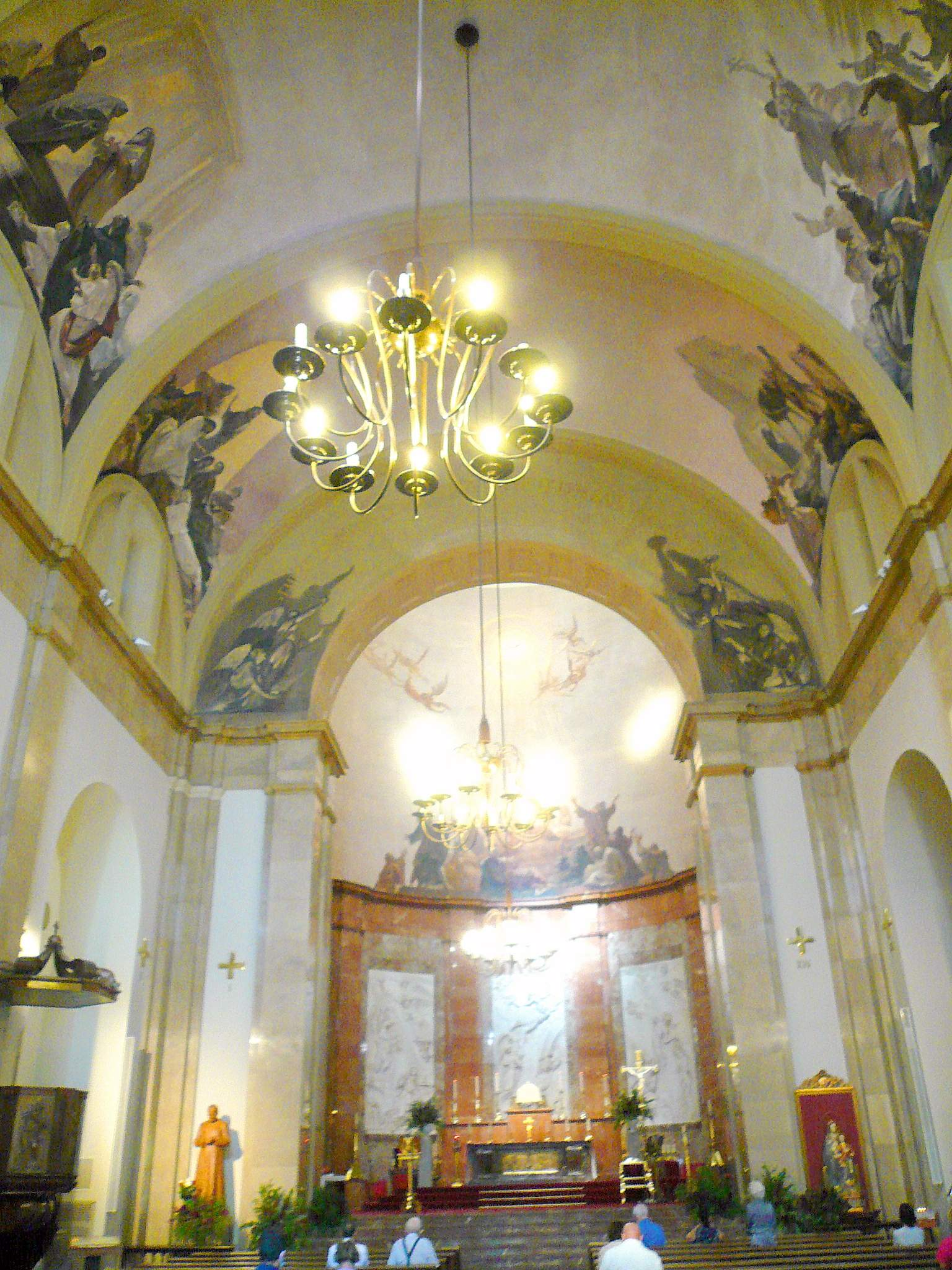
Interior del templo

Como leemos en la placa en su fachada, muestra influencia de la arquitectura de Asplund, el arquitecto sueco cuya obra conoció Fisac en su viaje por Europa, pero también elementos tradicionales de la arquitectura española como el gran óculo, los arquillos ciegos y el tambor cilíndrico con una cúpula de media naranja.
Los muros del auditorio no pudieron aprovecharse pues eran demasiado delgados para sostener el peso de las bóvedas proyectadas por Fisac. Se levantaron unos pilares nuevos, aunque se conservaron los muros del auditorio rebajados rodeando la capilla. Fisac se inspiró en algunos templos mozárabes en los que no existe crucero y la bóveda o la cúpula se alza sobre el presbiterio en cuyo centro se sitúa el altar. La cubierta está dividida en tres tramos separada por arcos fajones con bóvedas vaídas decoradas con pinturas al fresco. Los frescos son obra del pintor Ramón Stolz Viciano.